# Lough Gall Bog SAC
Lough Gall Bog SAC este o arie protejată (sit de importanță comunitară — SCI) din Irlanda întinsă pe o suprafață de 362,58 ha, integral pe uscat.

## Localizare
Centrul sitului Lough Gall Bog SAC este situat la coordonatele 53°56′24″N 9°48′39″W / 53.940034°N 9.810712°V.

## Înființare
Situl Lough Gall Bog SAC a fost declarat sit de importanță comunitară în mai 1998 pentru a proteja un număr necunoscut de specii din flora spontană și fauna sălbatică aflate în arealul zonei.

## Biodiversitate
Situată în ecoregiunea atlantică, aria protejată conține 2 habitate naturale: Turbării de acoperire (* exclusiv pentru turbării active), Depresiuni pe substraturi de turbă de Rhynchosporion.
La baza desemnării sitului se află un număr nedeclarat de specii protejate.
Pe lângă speciile protejate, pe teritoriul sitului au mai fost identificate 2 specii de plante.